# اچ‌ام‌اس دیفاینس (۱۶۷۵)
اچ‌ام‌اس دیفاینس (۱۶۷۵) (به انگلیسی: HMS Defiance (1675)) یک کشتی بود که طول آن ۱۱۷ فوت (۳۶ متر) بود.